# Sozan Coskun
Sozan Coskun (* 1996) ist eine deutsche Comiczeichnerin, die im Manga-Stil arbeitet.

## Leben und Werk
2011 gewann Coskun den Manga-Talente-Wettbewerb der Leipziger Buchmesse. Beim Manga-Wettbewerb der Deutsch-Japanischen Gesellschaft 2013 belegte die den dritten Platz. Danach studierte sie Kommunikationsdesign an der FH Düsseldorf und schloss mit einem Bachelor of Arts ab. Als Teil ihrer Bachelorarbeit verfasste sie die Geschichte Sternenstaub in zwei Kapiteln, die sie anschließend im Selbstverlag publizierte. 2019 präsentierte sie die ersten Kapitel ihres Manga Green Garden auf der Leipziger Buchmesse und wurde Autorin beim Hamburger Verlag Altraverse. Ab 2020 wurde Green Garden bei Altraverse veröffentlicht. Green Garden behandelt Themen wie Ökologie, Kapitalismus und Utopie. 2021 erreichte sie mit Green Garden bei den AnimaniA Awards in einer Fan-Abstimmung den zweiten Platz in der Kategorie „Bester Manga national“. Seit 2023 erscheint beim gleichen Verlag ihre Serie Kiela und das letzte Geleit.
Ab 2020 produzierte sie zusammen mit der Zeichnerin Racami den Podcast Ikigai, in dem beide Einblick in ihre Arbeit geben.

## Bibliografie
- Sternenstaub (2018)
- Green Garden (4 Bände, 2020–2022 bei Altraverse)
- Kiela und das letzte Geleit (seit 2023 bei Altraverse)